# Arrondissement Oudenaarde
Het arrondissement Oudenaarde is een van de zes arrondissementen van de provincie Oost-Vlaanderen in België. Het arrondissement heeft een oppervlakte van 418,80 km² en telde 128.606 inwoners op 1 januari 2025.

## Geschiedenis
Het arrondissement Oudenaarde ontstond in 1800 als tweede arrondissement in het Scheldedepartement. Het bestond oorspronkelijk uit de kantons Geraardsbergen, Herzele, Nederbrakel, Ninove, Oudenaarde, Ronse, Sint-Maria-Horebeke en Zottegem.
In 1818 werden de kantons Geraardsbergen, Herzele, Ninove en Zottegem afgestaan met het oog op de vorming van het nieuwe arrondissement Aalst. Tegelijkertijd werd het kanton Kruishoutem aangehecht van het arrondissement Gent.
Bij de definitieve vaststelling van de taalgrens in 1963 werden de toenmalige gemeente Amougies, Orroir en Rozenaken afgestaan aan het arrondissement Doornik. Verder werd de gemeente Everbeek samen met een aantal gebiedsdelen van Vloesberg en Elzele van het arrondissement Aat aangehecht.
Het arrondissement was tot 2014 zowel een bestuurlijk als een gerechtelijk arrondissement. Tot het gerechtelijk arrondissement Oudenaarde behoorden ook nog de gemeenten Geraardsbergen, Herzele, Sint-Lievens-Houtem en Zottegem, die bestuurlijk deel uitmaken van het arrondissement Aalst. In 2014 is het gerechtelijk arrondissement Oudenaarde opgegaan in het gerechtelijk arrondissement Oost-Vlaanderen.
Op 1 januari 2019 werden de gemeenten Kruishoutem en Zingem samengevoegd tot de nieuwe fusiegemeente Kruisem. Hiermee verminderde het aantal gemeenten in het arrondissement van elf naar tien.

## Structuur
| Oudenaarde       | Oudenaarde       | Supranationaal         | Nationaal              | Nationaal                         | Gemeenschap               | Gewest                    | Provincie                 | Arrondissement   | Provinciedistrict | Kanton          | Gemeente        | District         |
| ---------------- | ---------------- | ---------------------- | ---------------------- | --------------------------------- | ------------------------- | ------------------------- | ------------------------- | ---------------- | ----------------- | --------------- | --------------- | ---------------- |
| Administratief   | Niveau           | Europese Unie          | België                 | België                            | Vlaanderen                | Vlaanderen                | Oost-Vlaanderen           | Oudenaarde       | Oudenaarde        | Oudenaarde      | 10              | -                |
| Administratief   | Bestuur          | Europese Commissie     | Belgische regering     | Belgische regering                | Vlaamse regering          | Vlaamse regering          | Deputatie                 | Deputatie        | Deputatie         | Deputatie       | Gemeentebestuur | Districtscollege |
| Administratief   | Raad             | Europees Parlement     | Senaat                 | Kamer van volksvertegenwoordigers | Vlaams Parlement          | Vlaams Parlement          | Provincieraad             | Provincieraad    | Provincieraad     | Provincieraad   | Gemeenteraad    | Districtsraad    |
| Kiesomschrijving | Kiesomschrijving | Nederlands Kiescollege | Nederlands Kiescollege | Kieskring Oost-Vlaanderen         | Kieskring Oost-Vlaanderen | Kieskring Oost-Vlaanderen | Kieskring Oost-Vlaanderen | Aalst-Oudenaarde | Oudenaarde        | 5               | 10              | -                |
| Verkiezing       | Verkiezing       | Europese               | Federale               | Federale                          | Vlaamse                   | Vlaamse                   | Provincieraads-           | Provincieraads-  | Provincieraads-   | Provincieraads- | Gemeenteraads-  | Districtsraads-  |

Gemeenten:
| - Brakel - Horebeke - Kluisbergen - Kruisem - Lierde |

| - Maarkedal - Oudenaarde (stad) - Ronse (stad) - Wortegem-Petegem - Zwalm |

Deelgemeenten:
| - Beerlegem - Berchem - Bevere - Deftinge - Dikkele - Edelare - Eine - Elsegem - Elst - Ename - Etikhove - Everbeek - Hemelveerdegem - Heurne - Huise - Hundelgem - Kruishoutem - Kwaremont - Leupegem - Maarke-Kerkem |

| - Mater - Meilegem - Melden - Michelbeke - Moregem - Mullem - Munkzwalm - Nederbrakel - Nederename - Nederzwalm-Hermelgem - Nokere - Nukerke - Ooike - Opbrakel - Oudenaarde - Ouwegem - Parike - Paulatem - Petegem-aan-de-Schelde |

| - Roborst - Ronse - Rozebeke - Ruien - Schorisse - Sint-Blasius-Boekel - Sint-Denijs-Boekel - Sint-Kornelis-Horebeke - Sint-Maria-Horebeke - Sint-Maria-Latem - Sint-Maria-Lierde - Sint-Martens-Lierde - Volkegem - Wannegem-Lede - Welden - Wortegem - Zegelsem - Zingem - Zulzeke |

## Demografische evolutie
- Bron:NIS - Opm:1806 t/m 1980=volktellingen; vanaf 1990= inwoneraantal per 1 januari

| Inwoners van jaar tot jaar op 1 januari 1992 tot heden | Inwoners van jaar tot jaar op 1 januari 1992 tot heden | Inwoners van jaar tot jaar op 1 januari 1992 tot heden |
| Jaar                                                   | Aantal                                                 | Evolutie: 1992=index 100                               |
| ------------------------------------------------------ | ------------------------------------------------------ | ------------------------------------------------------ |
| 1992                                                   | 112.772                                                | 100,0                                                  |
| 1993                                                   | 113.089                                                | 100,3                                                  |
| 1994                                                   | 113.496                                                | 100,6                                                  |
| 1995                                                   | 113.707                                                | 100,8                                                  |
| 1996                                                   | 113.646                                                | 100,8                                                  |
| 1997                                                   | 113.811                                                | 100,9                                                  |
| 1998                                                   | 113.912                                                | 101,0                                                  |
| 1999                                                   | 114.135                                                | 101,2                                                  |
| 2000                                                   | 114.345                                                | 101,4                                                  |
| 2001                                                   | 114.390                                                | 101,4                                                  |
| 2002                                                   | 114.433                                                | 101,5                                                  |
| 2003                                                   | 114.609                                                | 101,6                                                  |
| 2004                                                   | 114.801                                                | 101,8                                                  |
| 2005                                                   | 115.379                                                | 102,3                                                  |
| 2006                                                   | 116.098                                                | 102,9                                                  |
| 2007                                                   | 117.125                                                | 103,9                                                  |
| 2008                                                   | 118.098                                                | 104,7                                                  |
| 2009                                                   | 119.140                                                | 105,6                                                  |
| 2010                                                   | 119.995                                                | 106,4                                                  |
| 2011                                                   | 120.533                                                | 106,9                                                  |
| 2012                                                   | 121.199                                                | 107,5                                                  |
| 2013                                                   | 121.695                                                | 107,9                                                  |
| 2014                                                   | 122.081                                                | 108,3                                                  |
| 2015                                                   | 122.629                                                | 108,7                                                  |
| 2016                                                   | 123.008                                                | 109,1                                                  |
| 2017                                                   | 123.330                                                | 109,4                                                  |
| 2018                                                   | 123.868                                                | 109,8                                                  |
| 2019                                                   | 124.342                                                | 110,3                                                  |
| 2020                                                   | 124.610                                                | 110,5                                                  |
| 2021                                                   | 125.020                                                | 110,9                                                  |
| 2022                                                   | 125.944                                                | 111,7                                                  |
| 2023                                                   | 127.443                                                | 113,0                                                  |
| 2024                                                   | 128.081                                                | 113,6                                                  |
| 2025                                                   | 128.606                                                | 114,0                                                  |

Aalst · Aarlen · Aat · Antwerpen · Bastenaken · Bergen · Borgworm · Brugge · Brussel-Hoofdstad · Charleroi · Dendermonde · Diksmuide · Dinant · Doornik-Moeskroen · Eeklo · Gent · Halle-Vilvoorde · Hasselt · Hoei · Ieper · Kortrijk · La Louvière · Leuven · Luik · Maaseik · Marche-en-Famenne · Mechelen · Namen · Neufchâteau · Nijvel · Oostende · Oudenaarde · Philippeville · Roeselare · Sint-Niklaas · Thuin · Tielt · Tongeren · Turnhout · Verviers · Veurne · Virton · Zinnik